# Илустровани календар Бока
Дионисије Миковић је од 1910. до 1914. године уређивао илустровани календар „Бока“. Календар је штампан у Бокешкој штампарији у Котору, а приход од календара за 1911, 1912. и 1913. годину био је намењен часопису „Српска зора" у Дубровнику.